# Американский хвост
«Америка́нский хвост» (англ. An American Tail), другие названия — «Дорога в Америку», «Америка́нская исто́рия», «Американская сказка», «Фейвл в Новом Свете» — второй полнометражный мультфильм режиссёра Дона Блута, созданный компанией Стивена Спилберга Amblin Entertainment, и первый полнометражный мультфильм, выпущенный Universal Pictures. В основу мультфильма легла биография американского композитора Ирвинга Берлина.
Премьера мультфильма состоялась 21 ноября 1986 года.
В оригинальном названии мультфильма заложена игра слов: слова «хвост» (tail) и «рассказ» (tale) по-английски произносятся одинаково.

## Сюжет
Действие фильма начинается с празднования Хануки 1885 года в местечке Шостка Глуховского уезда Черниговской губернии. Нам показана история жизни еврейской семьи мышей Российской империи, которые эмигрируют после того, как их деревня была разрушена еврейскими погромами царя Александра III. В другом месте, в Сицилии, мыши подвергались террору полосатого кота-мафиозо по имени Дон Табильо́ни. Поверив в американскую мечту, мыши отправляются в Нью-Йорк. Прибыв в Америку, мыши начинают жить в типичной манере иммигранта конца XIX столетия: работа на предприятии с потогонной системой, проживание в жутких условиях и плата котам денег для «защиты», чтобы не быть съеденными ими.
Фильм повествует о приключениях мышонка Фейвла Мышкевича, который по случайности был разлучён со своей семьёй вблизи берегов Америки, упав за борт парохода «Austria», следовавшего из гамбургского порта. Фейвл попал в бутылку и доплыл на ней до «Острова Свободы». Там он встретился с голубем по имени Анри, который являлся членом «французской делегации», которая присутствовала при постройке Статуи Свободы. Сначала Фейвл очень сомневался, что он сможет найти свою семью в Америке, но Анри убеждает его не опускать лапы и никогда не говорить «никогда» — тогда всё получится. Вдохновлённый словами своего нового друга Фейвл отправляется в Нью-Йорк, надеясь узнать о своей семье в службе иммиграции. Но на пути ему попался Уоррен T. Рэт — крыса-аферист, который вероломно продаёт Фейвла в рабство крысе Мо. Этой же ночью Фейвл знакомится с итальянским мышонком по имени Тони Топони (который даёт ему прозвище «Филли»), и они сбегают из рабства Мо. Вскоре Фейвл и Тони встречают молодую ирландскую мышку-активистку по имени Бриджет, в которую Тони влюбляется с первого взгляда. Втроём они начинают поиск семьи Фейвла. Тем временем Папа Мышкевич думает, что Фейвл утонул в океане, а потому не пытается его искать. Но сестра Фейвла Таня не теряет надежды, что Фейвл жив.
В это время мыши Нью-Йорка решают, что они «сыты по горло» непрерывными нападениями кошек и оплатой Уоррену за бесполезную «защиту от кошек», и пытаются найти способ победить их. Богатая светская мышь по имени Гюсси Маушхаймер проводит мышиное вече, чтобы решить как им избавиться от кошек. Однако, никто из мышей не может точно сказать, что надо сделать, чтобы прогнать котов. Здесь на передний план выходит Фейвл, который предлагает в качестве избавления от кошек построить гигантскую «Мышь из Минска» (якобы основанную на русском фольклоре). Гюсси нравится предложение Фейвла, и она принимает его.
Ночью мыши (в том числе семья Мышкевичей) пробираются к заброшенному зданию вдоль Пирса Челси. Внутри здания они начинают работать, создавая «гигантскую мышь из Минска». Фейвл и Тони опаздывают. Пробираясь к докам, Фейвл услышал звуки скрипки, идущие из решетки канализационного коллектора. Мышонок решил, что это играет его отец, поэтому он прыгает в коллектор. Проникнув туда, Фейвл узнаёт, что музыка происходит от игры Уоррена, и тут оказывается, что он на самом деле кот, замаскированный под крысу, который управляет шайкой других таких же котов-негодяев. Когда коты обнаруживают Фейвла, они хватают его и помещают в клетку.
Сидя в клетке, Фейвл заводит дружбу с одним котом из шайки по кличке Тигр. Тот признается мышонку, что он вегетарианец, а из мясного ест только рыбу. Увлечённо беседуя, друзья находят, что между ними много общего, вплоть до привычек. Одним словом, они — родственные души. После такого разговора раздобревший кот Тигр выпускает Фейвла на свободу. Однако, побег Фейвла вызывает тревогу у шайки котов и они гонятся за Фейвлом в сторону Нью-йоркской гавани. Прибежав туда, Фейвел разоблачает Уоррена и все мыши видят, что он — кот. Мыши отказываются выполнить требования Уоррена — платить ему деньги за «защиту», тогда Уоррен зажигает спичку и пытается сжечь их живьём. Однако Фейвл перехватывает инициативу в свои лапы и с помощью остальных мышей выпускает из здания «гигантскую мышь из Минска». В этот момент картуз слетает с головы Фейвла, а самого Фейвла отбрасывает в сторону, и он, ударивщись головой, теряет сознание. Огромное хитрое изобретение «плюётся» фейерверками и катится вниз. Перепуганные Уоррен и его коты бегут вниз в сторону доков и прыгают на пароход, отправляющийся в Гонконг. Мыши празднуют победу над котами. Но эта радость оказывается недолгой. Разлившийся керосин поджигается от пламени, зажжённого Уорреном, и весь пирс охватывает пожар. Приехавшие пожарные начинают тушить пламя водой, течением которой Фейвла смывает в неизвестном направлении.
Тони и Бриджет, потерявшие в суматохе Фейвла и начинают его звать, крича: «Филли!». Сестра Фейвла Таня видит их и полагает, что они ищут Фейвла. Тони подтверждает, что настоящее имя Филли — действительно Фейвл Мышкевич. Однако Папа всё ещё думает, что Фейвл мёртв, и что Тони и Бриджет ищут другого Фейвла Мышкевича, коих в Нью-Йорке полно. Но тут Бриджет подает Маме картуз Фейвла, и Мама показывает картуз мужу, подтверждая, что Фейвл жив. В этот момент рядом с мышами находится кот Тигр, не уплывший на пароходе вместе с бывшими своими подельниками — котами.
Вскоре после этого Фейвл приходит в сознание на улице среди осиротевших мышей, которые говорят, что, разыскивая свою семью, он лишь попусту тратит время. Расстроенный Фейвл верит им, забыв слова голубя Анри, и печально подчиняется сиротской жизни. Следующим утром семья Фейвла и их новые друзья Тони, Бриджет и Гюсси Маушхаймер ищут его вместе: мыши едут на спине кота Тигра и кличут Фейвла, а Папа бодро играет на скрипке. Фейвл слышит голоса и музыку, и стремительно бежит туда. Семья Мышкевичей радостно воссоединяется и их друзья разделяют эту радость.
В финальном эпизоде показано, как голубь Анри и его подруга везут на своих спинах Фейвла, Таню и их родителей. Они пролетают возле Статуи Свободы, строительство которой уже завершилось, и Статуя на миг оживает и, улыбнувшись, подмигивает.

## Персонажи
- Филлип Глассер[англ.] — Фе́йвл Мышке́вич (англ. Fievel Mouskewitz, פײַוועל מאַוסקעוויטש‎), основной персонаж фильма, любознательный и добрый мышонок. Любит швейцарский сыр и мороженое. Его имя в оригинале пишется как: «Fievel» (общепринятое правописание его имени), но вступительные титры показывают его как: «Feivel», что является более корректной транслитерацией с идиша. Однако, многие англоговорящие авторы фильма пришли к решению принять правописание как: «Fievel» специально для данного случая; именно это правописание использовалось на постере фильма, в рекламных материалах и ассортименте товаров. Фейвла назвали в честь дедушки по материнской линии Стивена Спилберга — Филиппа Познера, еврейской интерпретацией имени коего и является «Фейвл».[5]

Сцена, в которой Фейвл сидит напротив окна школьного класса, заполненного мышами-«американцами», основана на истории, которую Стивен Спилберг слышал от своего дедушки, который однажды сказал ему, что в его юности евреи вынуждены были слушать школьные уроки лишь через открытые окна, сидя снаружи на снегу. Фамилия Фейвла — своего рода «игра» на еврейско-российской фамилии «Москович» (фамилия семьи людей, под домом которых живёт семья Фейвла в начале фильма).
- Эми Грин — Та́ня Мышке́вич (англ. Tanya Mouskewitz, טאַניאַ מאַוסקעוויטש‎, пение — Бетси Каткарт), старшая сестра Фейвла. Оптимистичная, весёлая и послушная, она продолжала полагать, что её брат был жив после того, как Фейвл был смыт с борта злополучной «Австрии SS» на пути к Америке. Ей дали американское имя «Тилли» в иммиграционном пункте прибывающих в форт Клинтон на остров Эллис.
- Джон Финнегэн — Уо́ррен T. Рэт (англ. Warren T. Rat), главный злодей фильма. Уоррен — на самом деле кот под личиной крысы. Он — лидер кошачьей банды, которая терроризирует мышей Нью-Йорка. Почти всё время ходит в сопровождении своего «бухгалтера» — маленького британского таракана по имени Диджит.
- Уилл Райан[англ.] — Ди́джит (англ. Digit), таракан с британским акцентом, постоянный спутник и бухгалтер Уоррена T. Рэта. Обожает считать деньги, но подвержен частым электрическим разрядам между усиками в моменты возбуждения.
- Нехемия Персофф — Па́па Мышке́вич (англ. Papa Mouskewitz, פּאַפּע מאַוסקעוויטש‎), глава семьи Мышкевичей, который играет на скрипке и рассказывает истории своим детям. Потрясённый горем, полагая, что его сын погиб, будучи смытым с борта «Австрии SS», он упрямо отказывается искать Фейвла после обоснования в Америке.
- Эрика Йон — Ма́ма Мышке́вич (англ. Mama Mouskewitz, מאַמאַ מאַוסקעוויטש‎), мать Фейвла. Она кажется несколько более строгой, чем муж и имеет страх перед сменой места жительства.
- Пэт Мюзик — То́ни Топо́ни (англ. Tony Toponi, итал. Antonio Toponi), уличный молодой мышонок сицилийского происхождения, с жёстким отношением к несправедливостям, творящимся в Нью-Йорке. Тони встречает Фейвла во время их рабства на предприятии с «потогонной системой». Он проникается симпатией к Фейвлу и дает ему имя на американский манер: «Фи́лли». После того, как они сбегают с предприятия, Тони становится другом Фейвла и проводником по городу.
- Дом Делуиз — Ти́гр (англ. Tiger), очень большой, трусливый, длинношерстный рыжий кот — вегетарианец. Как и у Фейвла, его любимая книга — «Братья Карамазовы». Любимое блюдо — брокколи, а также швейцарский сыр и мороженое. Из мясного ест только рыбу. Тигр был членом банды Уоррена T. Рэта до тех пор, пока не встретил и оказал поддержку Фейвлу, коему помог сбежать из клетки.
- Кристофер Пламмер — Анри́ де Пижо́н (фр. Henry de Pigeon), голубь французского происхождения, который живёт в Нью-Йорке, неподалёку от строящейся Статуи Свободы. Он является первым, кто встретил Фейвла по прибытии оного в Америку. Анри даёт Фейвлу кров и говорит ему, что он никогда не должен сдаваться в своем поиске его семьи (поёт песню «Никогда не говори никогда»). Слушая песню Фейвл проникается мыслью во что бы то ни стало отыскать своих родных.
- Катиенн Блоур — Бри́джет (англ. Brigget), ирландская мышка-активистка и подруга Тони Топони.
- Нейл Росс — Че́стный Джон (англ. Honest John), местный политический деятель, который знает каждую мышь-избирателя в Нью-Йорке. Он осуществляет контроль-следствие в деле об ирландской католической мыши Микки О’Хара, убитой кошками в его штабе. Честный Джон — пьяница, использующий в своих интересах каждого избирателя, чтобы увеличить свой политический престиж.
- Мэдлин Кан — Гю́сси Маушха́ймер (нем. Gussie Mausheimer), мышь из Германии, которая, как все полагают, была самой богатой в Нью-Йорке. Она сплачивает мышей в сопротивлении против кошек. Страшно картавит.
- Хэл Смит — Мо, толстая крыса, управляет предприятием с потогонной системой, куда Фейвл был продан Уорреном T. Рэтом.

### Музыка
Музыкальное сопровождение для фильма было создано Джеймсом Хорнером. Песня «Где-нибудь Там» (англ. Somewhere Out There), написанная Хорнером на слова Бэрри Манна, выиграла премию «Грэмми». Одна сцена включает в себя марш композитора Джона Филиппа Суза «Stars and Stripes Forever».

## Оценки
Поддержанный прессой и именем Спилберга фильм стал настоящим хитом осени 1986 года.
Фильм имел кассовый успех и это был первый успех компании «Universal Pictures» среди её мультфильмов в кинотеатрах. Фильм получил 47 миллионов долларов в Соединённых Штатах и 84 миллиона долларов во всем мире. У данного мультфильма в настоящее время есть оценка «B» в «Театральной кассе Mojo». Несмотря на годы поддержания высокого рейтинга на «Гнилых Помидорах», он, в конечном счете, понизился лишь ниже линии 58%-ой «гнилой» оценки, основанной на двадцати четырёх обзорах в сентябре 2008 года.

## Награды
- Мультфильм участвовал в кинофестивалях, побеждал и получал награды[7].

## Продолжения
Фильм имеет свои продолжения: «Американский хвост 2: Файвел едет на запад» (1991), мультсериал «Американские легенды Файвела» и два видеосиквела: «Американский хвост 3: Сокровища острова Манхэттен» и «Американский хвост 4: Загадка ночи». Ни к одному из этих продолжений Дон Блут не был причастен.
Файвел позже послужил талисманом для студии мультипликации Стивена Спилберга «Amblimation», появляющимся на её эмблеме. Кроме того, по сообщению официального сайта мультфильма, Файвел стал талисманом для ЮНИСЕФ. Имеется также детская площадка на тему из жизни Файвела в парке развлечений «Universal Studios Florida», где расположен большой бассейн и много укрупнённых объектов, таких как книги, очки, ковбойские ботинки и прочее. Это единственная подобная детская площадка среди тематических парков компании «NBC Universal».